# Hernán Rivera Calderón
Hernán Fernando Rivera Calderón (Valparaíso, 9 de mayo de 1930) es un marino y político chileno, que se desempeñó como ministro de Salud Pública de su país, durante la dictadura militar del general Augusto Pinochet entre 1980 y 1983.

## Familia
Nació en la comuna chilena de Valparaíso el 9 de mayo de 1930, hijo de Néstor Rivera Contreras y Lucía Calderón. Se casó en dicha comuna en 1955 con Dixiana Martha Sariego Letelier, con quien tuvo tres hijos: Hernán Fernando, ingeniero, quien fuera gerente general de la empresa Aero Service S. A.; José Miguel, también marino y que alcanzó el grado de vicealmirante; y Pablo Hernán, constructor civil, quien fuera gerente de operaciones de la empresa Inmobiliaria IMSA.

## Vida pública
Ingresó a la Escuela Naval Arturo Prat a fines de la década de 1940, establecimiento del cual egresó a inicios de la década de 1950. Alcanzó el rango de vicealmirante de la Armada.
En el marco de la dictadura militar de Pinochet, siendo la primera antigüedad del Curso de Oficiales de la Armada, el 29 de diciembre de 1980, fue nombrado como titular del Ministerio de Salud Pública, reemplazando al mayor general Alejandro Medina Lois. Dejó el cargo gubernamental el 10 de agosto de 1983, siendo sucedido por el médico Winston Chinchón Bunting. Bajo su gestión al mando de la cartera, el 27 de abril de 1981 fue promulgado el decreto con fuerza de ley n° 3, con el cual fueron creadas las Instituciones de Salud Previsional (Isapres).
Tras dejar el gabinete, fue nombrado comandante en jefe de la Escuadra Nacional. De manera posterior, en 1988 asumió como miembro subrogante, por la Armada, de la Junta Militar de Gobierno. Tras cuarenta y cuatro años de servicio, en 1990 se acogió a retiro de la institución castrense. Desde entonces, se radicó en la comuna de Viña del Mar.